# Олімпія Захаріас
Олімпія Захаріас (нар. 17 січня 1986) — науруанська легкоатлетка бере участь у бігу на 100 метрів, представниця країни на Чемпіонаті світу з легкої атлетики.

## Біографія
В 2003 році вперше виступала на чемпіонаті світу який проводився в Франції, де брала участь в відбірковому турі на 100 метрів. Вона була одним з двох представників своєї країни на цих змаганнях (другим був спринтер Джей Джей Капель).
Відбірковий тур розпочався 23 серпня 2003 року о 10:30. Олімпія стартувала в першому відбірковому турі. Під час забігу вітер був сприятливим для швидкості бігунів 0,1 м в секунду. З результатом 14,07 вона зайняла передостаннє 6-е місце, а у загальній кваліфікації першого раунду 54 місце з 59 спортсменів що змагалися в кваліфікації.
Особистий рекорд в бігу на сто метрів: 13,17 (17 травня 2003).